# Argot
Das Argot ist ursprünglich die Bezeichnung für einen historischen Soziolekt des Französischen, nämlich die Geheimsprache der Bettler und Gauner Frankreichs im Mittelalter, analog zum Rotwelschen im deutschen Sprachraum. Heute noch gebräuchlich sind Spielarten wie das Metzger-Argot Louchébem, das Javanais und die aus der zweiten Hälfte des 20. Jahrhunderts datierende Jugendsprache Verlan. Teilweise wird der Begriff aber auch für eine einfache bis derbe Varietät der französischen Umgangssprache benutzt (argot commun). In übertragenem Sinne wird der Begriff auch für jede Form von Gruppensprachen genutzt, die teils absichtlich von der Standardsprache abweicht, um eine Art Geheimsprache zu ermöglichen. Das führt zum Teil dazu, dass Begriffe häufiger neu geprägt werden, wenn Wörter in die Umgangssprache Einzug halten.
In alchemistischen und hermetischen Kontexten französischer Gelehrter (z. B. Nostradamus, Dante, Fulcanelli) wird eine Geheimsprache, die „Sprache der Vögel“, als Argot bezeichnet. Fulcanelli beschreibt es als eine Zusammensetzung der Worte Art und Gotique. Eine weitere Bezeichnung dafür ist „grüne Sprache“, wobei dem ein Übersetzungsfehler (nach frz. vert „grün“) zugrunde liegen dürfte, denn die französische Bezeichnung langue verte leitet sich von langue ouverte (frz. ouvert „offen“) ab und bedeutet somit „offene Sprache“. Victor Hugo verwendet im Roman Les Misérables (1862) häufig Argot; in den deutschen Ausgaben werden diese Passagen meist als unübersetzbar ausgelassen.

## Mechanismen der Wortschöpfung im Argot
Das Argot bedient sich verschiedener Mittel, um die von der Standardsprache abweichenden Ausdrücke hervorzubringen. Darunter sind:
- die Verwendung eines Adjektivs statt eines Adverbs (hier kombiniert mit der eigenwilligen Verwendung eines standardsprachlichen Verbs):

il assure grave für „il est vraiment très bon“;
- die Veränderung von Wörtern durch bestimmte Endungen (-ard, -asse, -ave, -oque, -ax, -ouille usw.):

connard und connasse für „con“, pourrave für „pourri“, matos für „matériel“;
- das Abschneiden einer oder mehrerer Silben eines Wortes: pèt für „pétard“, tox für „toxicomane“ oder zik für „musique“;

- die Wiederholung von Silben, teilweise kombiniert mit dem Wegfall einer anderen Silbe: zonzon für „prison“.

- das Pars pro toto, ein Einzelwort dient als (herabsetzende) Gattungsbezeichnung, z. B. Fritz, im Plural Les Fritze als negativ verwendetes Wort für einen Deutschen bzw. Deutsche, vor allem, aber nicht nur, als Besatzungssoldat in Frankreich in beiden Weltkriegen und danach.

Hinzu kommen verschiedene Verschlüsselungssysteme:
- So werden zunächst die Silben von „flic“ in verdrehter Form zu keufli, welches dann zu keuf gekürzt wird.

- In der „Javanais“ genannten Unterart wird die Lautfolge „av“ (oder eine vergleichbare) zwischen Konsonanten und Vokalen eingefügt. So werden standardsprachliches „Marcel“ zur Mavarçavel, „bonjour“ zu bavonjavour oder auch „Jésus Christ“ zu Javésavus Chravist.

- Im Loucherbem wird der Anfangskonsonant durch ein „l“ ersetzt, zudem wird das Wortende mit einer zusätzlichen Endung versehen:

„boucher“ > loucherbem; „à poil“ > loilpé. Der Ausdruck loufoque für „fou“ gehört inzwischen zum alltäglichen Wortschatz.
- Verwendung von Abkürzungen: LBV für „Libreville“ oder TDC für „tombé du camion“ („gestohlen“).

- Entlehnungen aus anderen Sprachen: mabul aus dem Arabischen مخبول / maḫbūl / ‚verrückt‘.

## Beispiele für weitere umgangssprachliche Begriffe
Für die gebräuchlichsten Begriffe existieren eine Vielzahl von Synonymen, so für:
- „Geld“ (argent):

artiche, as, aspine, aubert, avoine, balles, beurre, biftons, blanquette, blé, boules, braise, bulle, caire, carbure, carme, chels, chou, caillasse, claude, craisbi, douille, fafs, fafiots, fifrelins, flèche (im Ausdruck un oder pas un), flouze, fourrage, fraîche, fric, galette, galtouse, ganot, genhar (Verlan-Version von argent), gibe, graisse, grisbi, japonais, lard, love, maille, monaille, mornifle, némo, os, oseille, osier, pion, sac, barre, brique, patate, pâte, pélauds, pépètes, pèse, picaillons, pimpions, plaque, plâtre, pognon, radis, rafia, ronds, pascal, louis d'or, ecusson, sauce, soudure, sous, talbins, trêfle, thune.
- „Essen“ (manger):

becqueter, bouffer, boulotter, briffer, cartoucher, casser la croûte, casser la dalle, casser la graine, claper, croûter, damer, galimafrer, gamelle, grailler, jaffer, mastéguer, morfiler, tortorer, morganer, rayaver.
- „Polizei“ (policier):

archer, bignolon, bleu, bourdille, cogne, condé, coyotte, flic, keuf, matuche, pandore, perdreau (auch invertiert zu drauper), poulet (> poulagas, poulardin, pouleman), royco, dek (> dekiz, kizdé), chtar, roussin, schmidt, bœuf, ripou (> pourri).
- „Polizeiwache“ (poste de police):

grande volière, maison parapluie, maison de poulagas, maison poulemane, KFC (von Kentucky Fried Chicken, assoziiert zu den anderen auf Hühner, poulets, anspielenden Ausdrücken), MIB (für Men In Blue).
- „betrunken“ (soûlé):

beurré (häufig ergänzt durch: comme un p'tit Lu), bitu (bituré), bourré, plein, rond (häufig ergänzt durch: comme une queue de pelle), déchiré, défoncé, arraché, chaud, pacté, pompette, fracasse oder fracassé, schlass, à la rue, gris oder noir, schtrac, froid, pété, torché, fait, fini, attaqué, chargé la mule, parti en sky.
- „betrogen worden sein“ (se faire avoir):

se faire patchaquer (la patchaque), se faire niquer, se faire baiser, se faire bénène, se faire bebar, se faire carotte, se faire mettre (häufig ergänzt durch: profond), se faire beh, se faire passer un sapin, se faire douiller, se faire reluire la turbine à chocolat, se faire fouetter le choux fleur, se faire empapaouter, se faire couillonner, se faire entuber, se faire sodomiser verbalement, se faire fourrer, se faire pénétrer, se faire doigter, se faire pogner, se faire buster, se faire sucer, se faire prendre (häufig ergänzt durch: jusqu'à l'os), se faire crosser.
- „fallen“ (tomber):

chuter, se gaufrer, se croûter, se vautrer, se ramasser, se viander, se scratcher, se bananer, se tauler, se prendre une boîte, se mettre au tas, se casser la gueule, s'étaler, se péter la tronche, se gameller, se prendre une gamelle, se prendre une pelle, manger le bitume, se bêcher.

## Der moderne Soziolekttexto
„Le texto“, die formeller auch „language SMS“ genannte französische SMS-Sprache, hat sich seit Mitte der 1990er Jahre zunehmend als Soziolekt und alternative Schriftsprache in Frankreich ausgebreitet. Diese Sondersprache verfolgte ursprünglich das Ziel, die Länge der Wörter zu reduzieren, um eine erlaubte Zeichenanzahl für SMS-Nachrichten zu unterschreiten, oder um die Texteingabe zu beschleunigen. Dabei hat diese Schreibweise vor allem bei Informations- und Kommunikationstechnologien (E-Mail, Facebook, Werbung) in Frankreich Einzug gehalten. Bei Abkürzungen werden meist die Vokale – manchmal auch einige Konsonanten – weggelassen:
- lgtps für „longtemps“,
- tt für „tout“ oder „toute“,
- pr statt „pour“,
- mrd für „merde“,
- bjr für „bonjour“,
- bsr für „bonsoir“.

Bei der phonetischen Eingabe genügt es, die alternative Schreibweise auszusprechen, um wieder auf das ursprüngliche Wort zu kommen:
- koi für „quoi“,
- jamè für „jamais“,
- grav für „grâve“,
- sava ? für „ça va ?“,
- eske für „est-ce que“.

Ein Verfahren für typographische Umschreibungen, häufig unter Zuhilfenahme arabischer Ziffern, stammt ursprünglich aus dem Englischen (dort R für „are“, U für „you“, 2 für „to“ oder „too“):
- A2m1 für „à demain“,
- A+ für „à plus [tard]“,
- bi1 für „bien“,
- koi 2.9 für „quoi de neuf“,
- gt für „j'étais“,
- mr6 für „merci“,
- NRJ für „énergie“,
- a12c4 für „à un de ces quatre“, dt. „bis bald“.